# 约克盖尼河
约克盖尼河，或簡稱Yough（/ˈjɒk/，YOK），是莫农加希拉河的支流，長216公里（134英里），流經美国西弗吉尼亚州、马里兰州和宾夕法尼亚州。其流域位於阿勒格尼山脉西侧，源頭位於西維吉尼亞州，向北流經馬里蘭州極西部、分水嶺的西側，繼續向北進入賓夕法尼亞州，匯入密西西比河的支流。本河名稱來自萊納佩語，意思是「向另一邊流的溪流」。 

## 地理

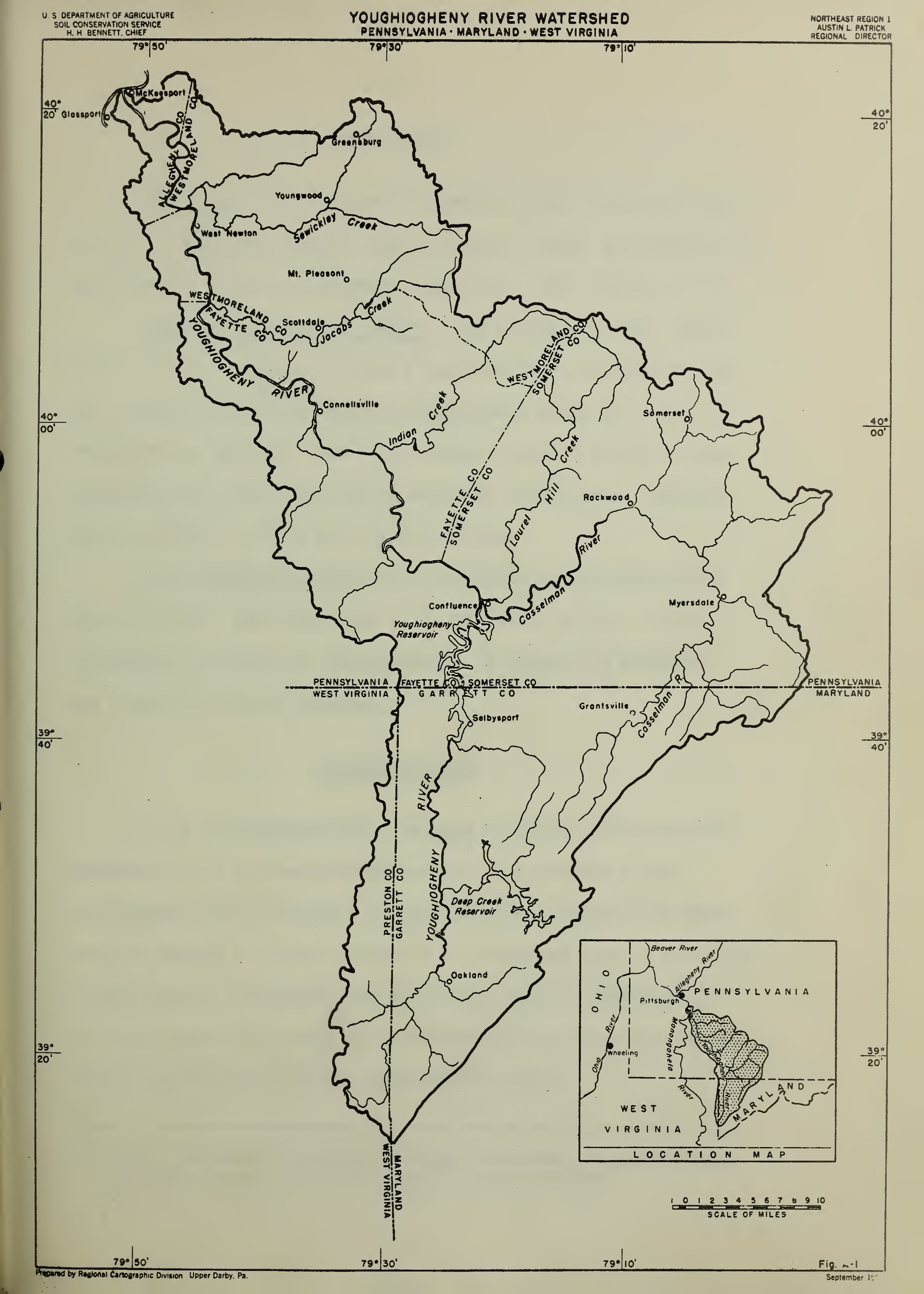
宾夕法尼亚州、马里兰州和西弗吉尼亚州的约克盖尼河流域

约克盖尼河發源自西維吉尼亞州北部普雷斯顿县之奧羅拉鎮的東南部，貝克蹦山（Backbone Mountain）附近。源頭位於波托马克河北支流源頭大約16公里（10英里），之後流經銀湖（Silver Lake），接著向北北東流入马里兰州加勒特县，向北流經奥克兰，流向与西弗吉尼亚州边界大致平行，距離大約5公里（3英里）。本河在费耶特县和萨默塞特縣之間進入賓夕法尼亞州西南部。向西北經過切斯特納特嶺（Chestnut Ridge）的水口，接著經過康奈尔斯维尔。它在匹兹堡东南方的麦基斯波特（McKeesport）向西北流，与莫农加希拉河 （Monongahela River）汇合。
约克盖尼河在賓夕法尼亞州康福倫斯（Confluence）的上游方向，於州界以北約9.7公里（6英里）處，設有高達56公尺（184英尺）的亞克給尼大壩，攔河形成约克盖尼河湖（Youghiogheny River Lake），水域範圍向上游延伸到馬里蘭州北部。該大壩於 1944 年竣工，主要用於防洪。美國國道40號公路經费耶特县的賈吉谷（Jockey Hollow），跨越此水庫，至萨默塞特县的薩默菲爾德（ Somerfield）。 

## 历史

1751 年绘制的地图，描绘了“Yawyawganey 河”（左上角）

在殖民时代和美国早期，本河河谷为移民與和军队从弗吉尼亚州至宾夕法尼亚州西部和俄亥俄跨越山區的重要通道。 1754 年乔治·华盛顿（當時仍是英国殖民地弗吉尼亚的民兵军官）沿着河流寻找通往当时屬於法国人的杜克斯尼堡（Fort Duquesne，位於今天的匹茲堡）的水路。
1787-88 年異常嚴寒，前往西北領地的美国拓荒者离开新英格兰，在山脉中闢路向西，在萨姆里尔渡口（Sumrill's Gerry，現在的宾夕法尼亚州西牛顿），他們建造了平底船沿着约克盖尼河順流前往莫农加希拉河，經由俄亥俄河，最后到达西北領地。 
拓荒者所建立的賓夕法尼亞州薩默菲爾德小鎮因亞克給尼大壩建設而被淹沒。亞克給尼步道在賓夕法尼亞州西南部，康乃爾斯維爾的東南方，順著本河而行。
19 世纪，煤礦業成為约克盖尼河下游的重要產業。當時河的名字常被拼寫為Yohoghany （或其變體），也是 1860 年代和 1870 年代，位於現在威斯特摩蘭縣沙納（Shaner）附近一家郵局的名稱。
由弗蘭克·勞埃德·賴特設計的落水山莊 ，位於康乃爾斯維爾東南方的河谷。
1976 年，馬里蘭州內约克盖尼河一段長約21英里的河道，被該州授予特殊保護地位，稱為约克盖尼河景觀野溪（Youghiogheny Scenic & Wild River）。雖然沿線大部分土地都是私人所有，但由馬里蘭州自然資源部管理，以保護其自然和文化資源。 

## 休閒旅遊
约克盖尼河是激流泛舟、划艇、一般泛舟的熱門場所。河流的四個河段，難度各異。
一般認為约克盖尼河算是安全的激流休閒場所，但下约克盖尼河段已經有 19 人死亡。 
约克盖尼河也是釣魚的好去處，在發電廠出水口上方有褐鳟鱼和虹鳟鱼以及小口鳟鱼。
有一条沿着前西马里兰铁路路線的多用途步道，从匹兹堡至康福倫斯（Confluence），是阿勒格尼大通道（Great Allegheny Passage）的一部分，最終可至华盛顿特区。
美鐵的Capitol Limited從芝加哥開往華盛頓特區，沿著约克盖尼河穿過賓州西南部進入馬里蘭州西部，跨越本河數次，是美鐵路線中風景最優美的路段之一。

## 图片

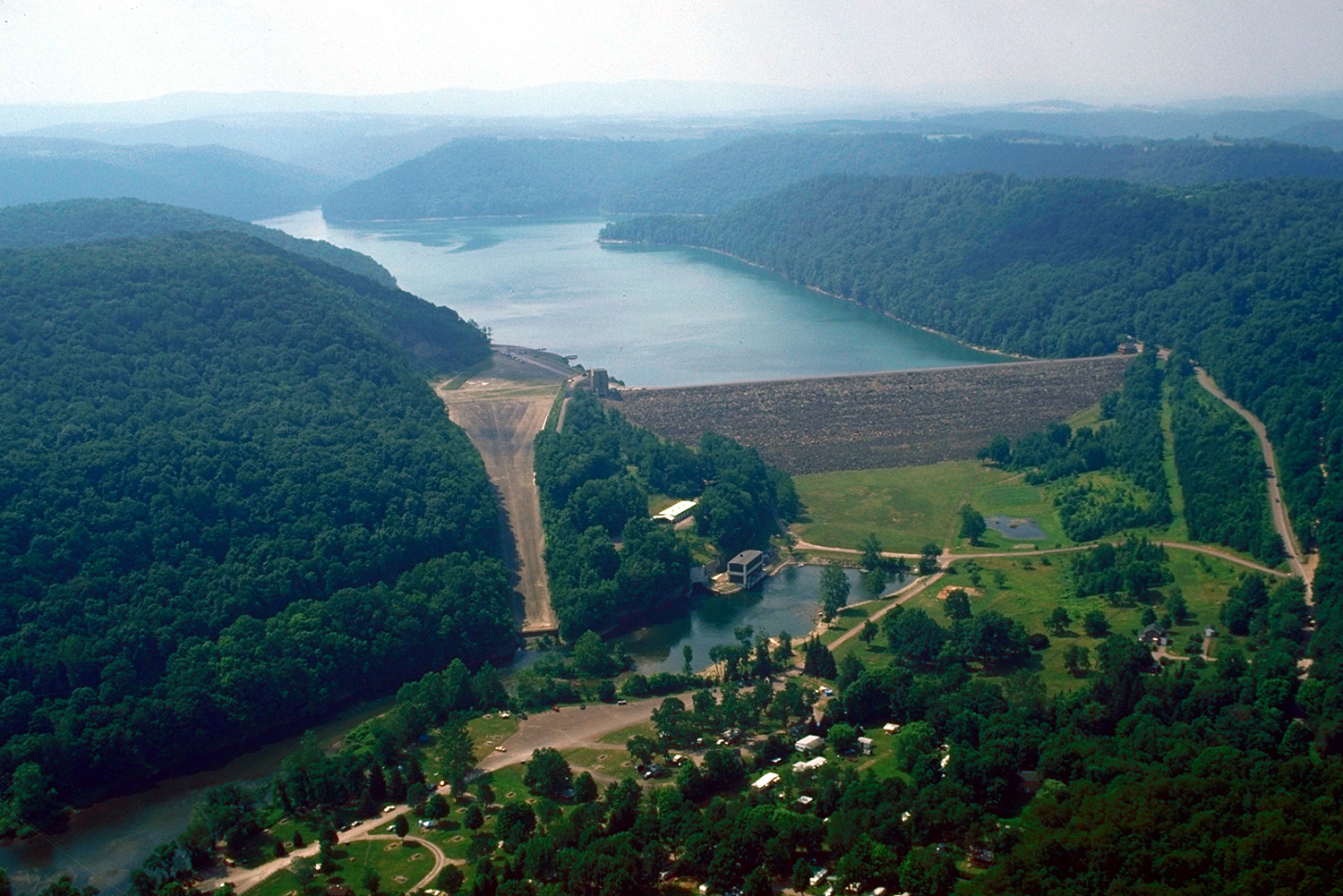
賓夕法尼亞州康弗伦斯附近，约克盖尼河上的大壩與水庫
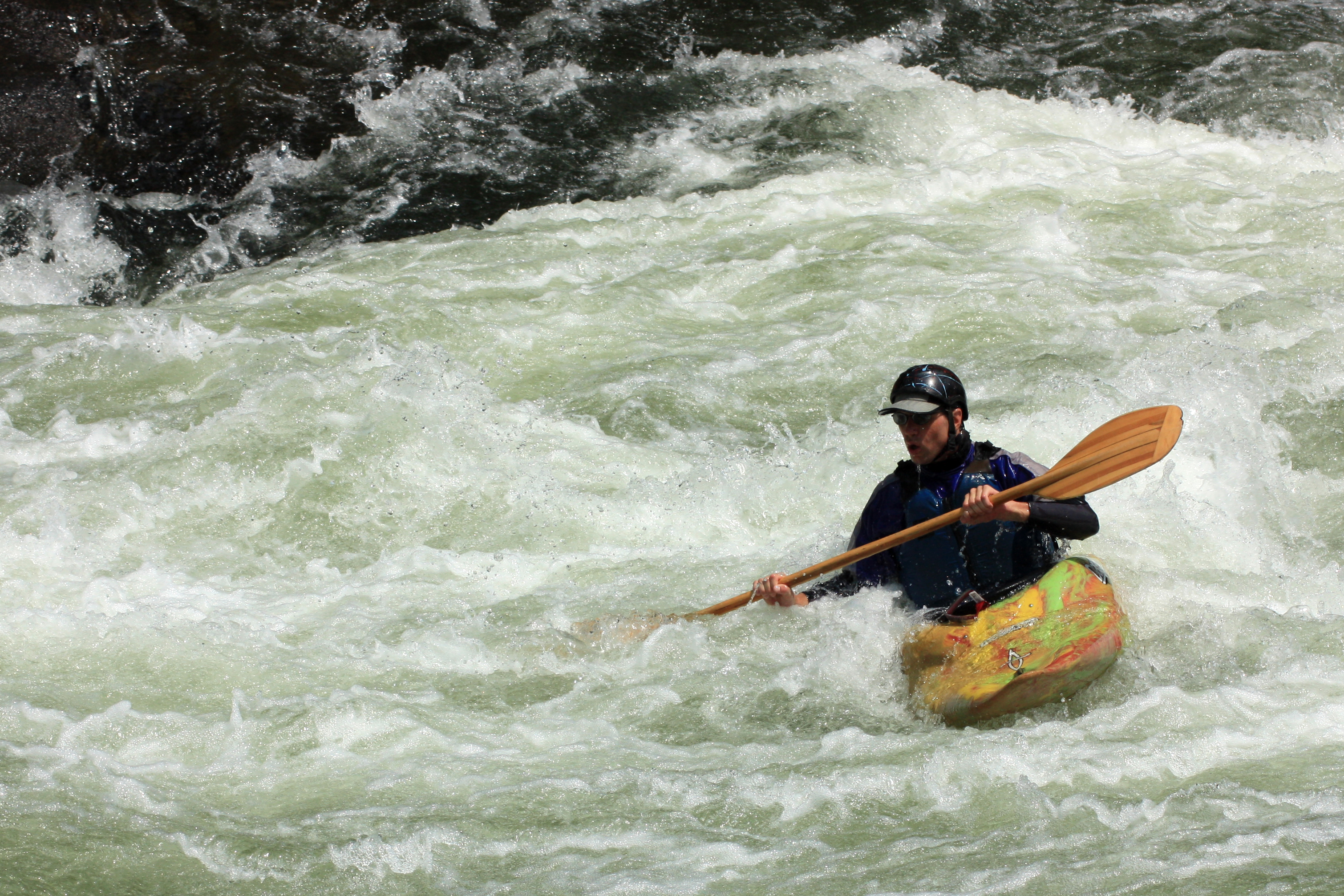
下约克盖尼河段是密西西比河以東最熱門的激流休閒河段之一。
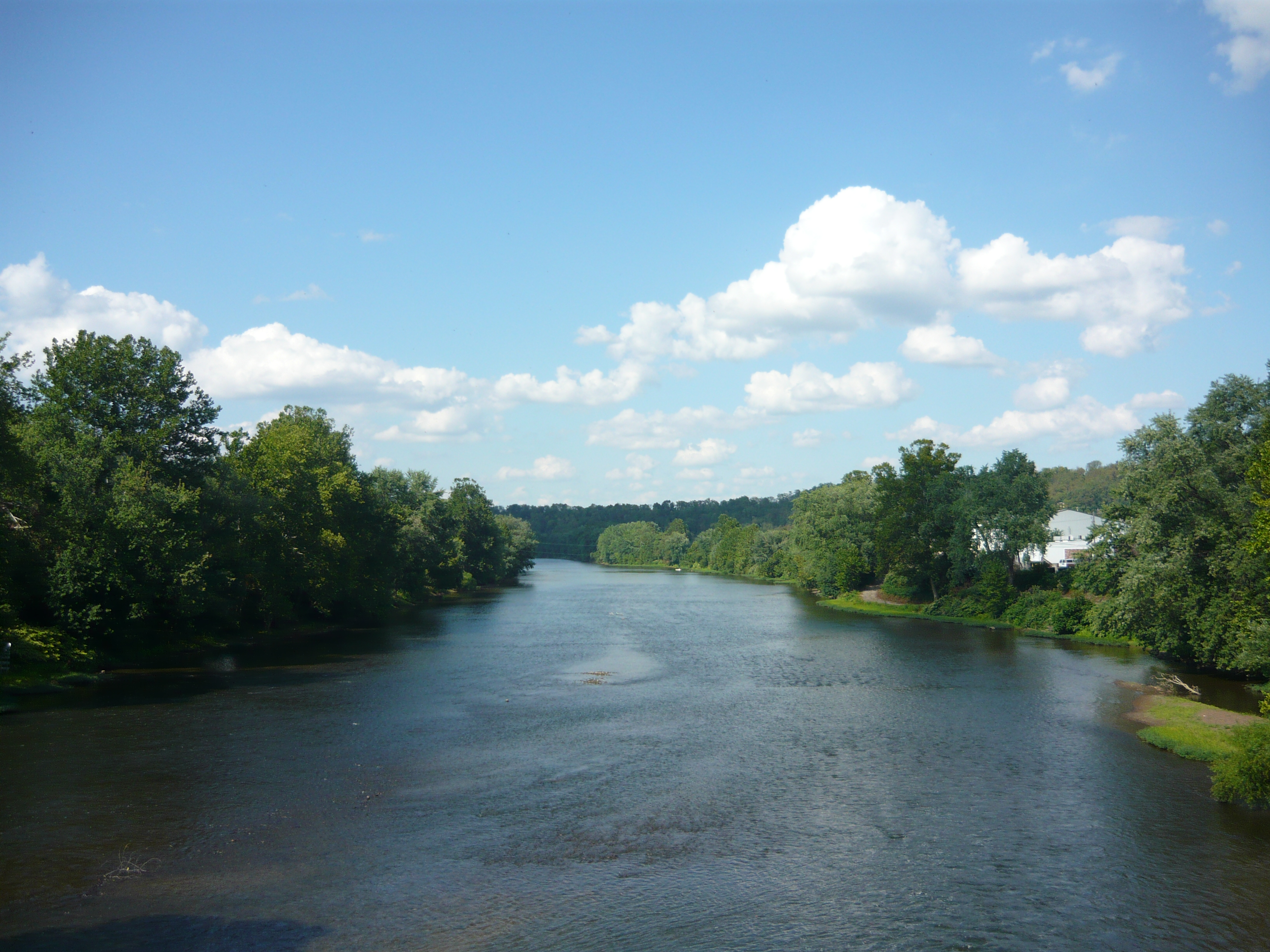
賓州西牛頓的约克盖尼河。
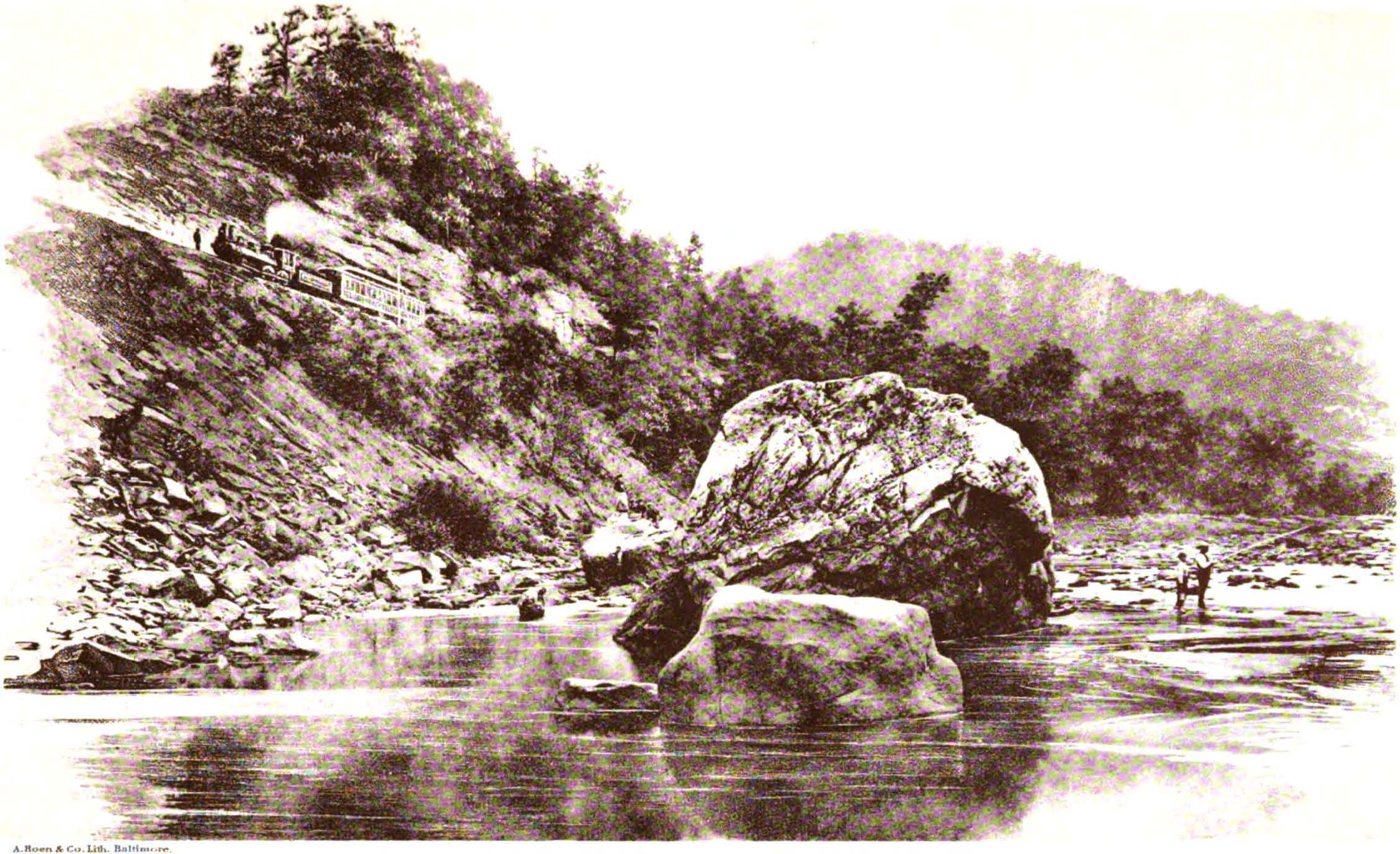
從巴尔的摩和俄亥俄铁路望去的阿勒格尼山區约克盖尼河谷景观 (1898)。